# Ōme, Tokyo
Ōme (japanska: 青梅市  ?, Ōme-shi) är en stad i västra Tokyo prefektur i Japan. Staden fick stadsrättigheter 1951.